# 小瀬清長
小瀬 清長（おぜ きよなが）は、戦国時代から安土桃山時代にかけての武将。織田氏の家臣。

## 生涯
尾張国出身。織田信房の長男として誕生。小瀬三右衛門尉の養子となって小瀬姓に改めた。
妹が織田信成の乳母という縁もあって信成に仕えた。知行は尾張国内春日井郡小幡郷に500貫。
天正2年（1574年）7月からの第三次長島一向一揆討伐に信成に従って出陣。同年9月29日、長島願証寺が降伏して退去しようとしたが、信長はこれを受け入れず、一揆勢が船で逃げようとするところに一斉攻撃をかけた。一揆の総指揮をとっていた顕忍や下間頼旦は弾丸に倒れたが、一揆兵は捨て身の反撃に出て本陣に突入。清長はこの時、病身であったが主君・信成の討死を聞くと身を推して一揆勢と戦って同じく討死した。

## 逸話
柴田勝家が近江国に知行を得た際に、清長の生活が困窮しているのを見かねた柴田勝家が3,000貫の知行を約束して清長を招いたが、清長をこれを固辞した。しかし、清長を評価していた勝家は再び清長を誘ったが清長はこれに激怒し、信成への忠節を説いて再びこれを固辞し、これに感心した勝家は誘うのを諦めたという。